# Chung Chao-cheng
Dans ce nom chinois, le nom de famille, Chung, précède le nom personnel Chao-cheng.
Chung Chao-cheng (chinois traditionnel : 鍾肇政 ; pe̍h-ōe-jī : Cheng Tiāu-chèngpha̍k-fa-sṳ : Chûng Sau-chṳn), né le 20 janvier 1925 et mort le 16 mai 2020 , est un romancier taïwanais d'origine hakka pendant la période de domination japonaise.
Considéré à Taïwan comme « la mère de la littérature taïwanaise », le rôle de « père de la littérature taïwanaise » étant déjà attribué au romancier Lai Ho ( 賴和) , il est également souvent mentionné aux côtés de l'écrivain taïwanais Yeh Shih-tao (en). Les deux auteurs sont collectivement connus par l'expression « North Chung, South Yeh (au nord il y a Chung, au sud il y a Yeh)».
Chung est né le 20 janvier 1925 dans le district de Longtan (en), de la ville de Taoyuan, Sous la domination japonaise, la subdivision était classée comme un village du nom de Ryūtan, lui-même une partie de Daikei, dans la préfecture de Shinchiku. Son père est instituteur et directeur d'école. Chung est le sixième d'une fratrie de dix enfants et le seul fils. Il s'inscrit successivement à l'école moyenne de Tamkang [zh] puis à l'école normale de Changhua, et étudie ensuite à l'université nationale de Taïwan, mais n'obtient pas de diplôme dans le département de langue et littérature chinoises, en raison d'une crise de paludisme. Il apprend très tôt à parler le hokkien taïwanais et reçoit une éducation en japonais. Chung enseigne à l'école élémentaire de Longtan jusqu'en 1979,, passant du hakka au mandarin à la demande du gouvernement dirigé par le Kuomintang. Sa connaissance des langues fait de Chung un membre de la génération translinguistique.

## Carrière

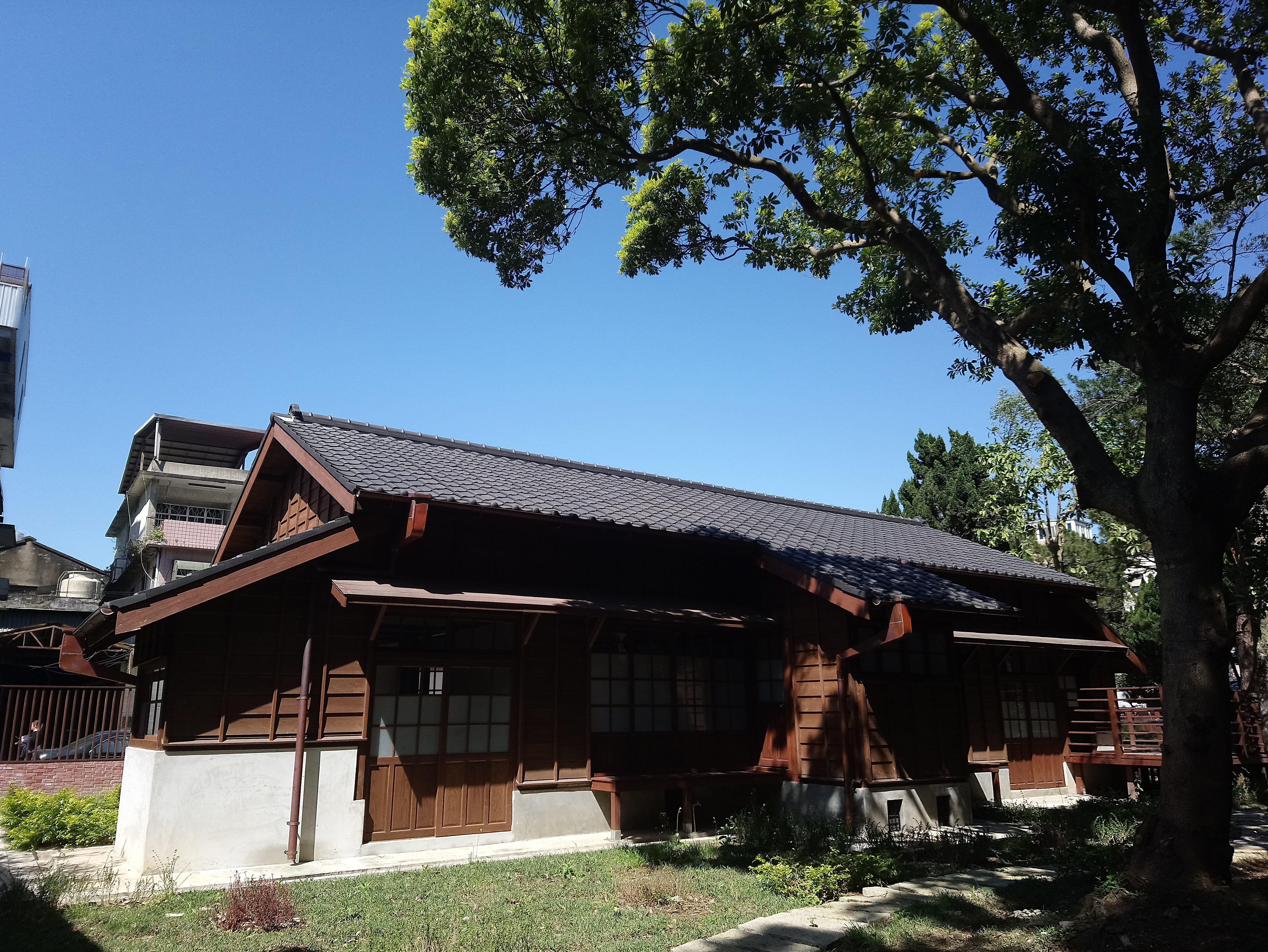
Le dortoir de style japonais de l'école primaire Longtan, où Chung Chao-cheng a travaillé comme instituteur, a été rebaptisé « Chong Chao-cheng Literature Life Park Resident Workstation ».

Son premier ouvrage est publié en 1951 dans les pages du magazine Rambler.
Son premier roman paraît en feuilleton dans United Daily News. Au cours de sa carrière, Chung publie plus d'une trentaine de romans.
En 1961, il publie la Trilogie du torrent boueux (濁流三部曲), qui fait date dans l'histoire du roman épique taïwanais et le consacre comme le premier auteur de romans épiques taïwanais. Il accorde une attention particulière à la représentation du désir, un thème récurrent dans ses œuvres.
En 2002, à l'âge de soixante-dix ans, il commence à écrire The Passionate Goethe (歌德激情書), explorant le monde érotique dans l'esprit du géant littéraire allemand Goethe.
De 1957 à 1958, il collabore avec un groupe d'écrivains taïwanais pour publier Literary Friends Communications (文友通訊). À cette époque, de nombreux écrivains de la période de domination japonaise sont confrontés à des difficultés de transition linguistique en raison du changement de pouvoir politique, et commencent à réapprendre à écrire en chinois. Les communications entre écrivains permettent à ces écrivains de créer et de s'encourager mutuellement dans leurs activités littéraires,.
En plus de son travail créatif, Chung a activement mis en valeur les réalisations de ses prédécesseurs taïwanais. À partir de la fin des années 1970, il participe à diverses activités visant à promouvoir et à créer des salles commémoratives pour de nombreux écrivains taïwanais, se montrant soucieux de l'environnement littéraire et du développement culturel, notamment le musée Chung Li-He. Après la levée de la loi martiale, il s'engage activement dans des mouvements sociaux, défendant les droits de la communauté Hakka à Taïwan, notamment le « Mouvement pour la restauration de notre langue maternelle », et la fondation de l'Association Hakka de Taïwan pour les affaires publiques et de la Radio Hakka de Formose.
Sa production littéraire comprend également de nombreux essais, plus de 150 nouvelles et plus de quarante ouvrages traduits du japonais. Il promeut la littérature nativiste taïwanaise.  
Il reçoit le prix littéraire Wu San-lien et le prix littéraire national, entre autres.
Chung tombe la semaine précédant sa mort, puis perd connaissance par intermittence. Il meurt le 16 mai 2020 à son domicile de Taoyuan,.
Chung reçoit la médaille de l'Ordre de l'Étoile Brillante avec grand cordon en 2000 de la part de l'administration présidentielle de Lee Teng-hui. Le successeur de Lee, Chen Shui-bian, lui décerne l'Ordre des Nuages propices avec grand cordon en 2004.
À titre posthume, il reçoit la distinction de grand cordon spécial du même ordre, ainsi qu'une citation présidentielle de Tsai Ing-wen,.
L'astéroïde (650474) Chungchaocheng est nommé en son honneur.